# بکایرنت
بکایرنت (به اسپانیایی: Bocairent) یک شهرستان در اسپانیا است که در Vall d'Albaida واقع شده‌است.

## خصوصیات
بکایرنت ۹۷ کیلومترمربع مساحت و ۴٬۵۱۴ نفر جمعیت دارد و ۶۸۰ متر بالاتر از سطح دریا واقع شده‌است.